# Alekšince
Alekšince – wieś i gmina (obec) w powiecie Nitra, w kraju nitrzańskim na Słowacji. Znajduje się na Nizinie Naddunajskiej, 13 km na północny zachód od Nitry, nad strumieniem Andač. 